# Michael Morgental
Michael Morgental (geboren 1943 in Neisse, Oberschlesien) ist ein deutscher Schriftsteller und Übersetzer.

## Leben
Morgental studierte in Erlangen und Würzburg Philosophie, Pädagogik und Sprachwissenschaften und arbeitete anschließend in der EDV-Branche. Seit 1993 ist er freiberuflicher Autor und Übersetzer aus dem Japanischen und Englischen. Er war Herausgeber der Literaturzeitschrift Das Senfkorn und ist Mitglied des japanischen P.E.N. 
Ab 1980 begann Morgental der Science-Fiction und der Phantastik zuzurechnende Erzählungen zu veröffentlichen, die 1980 und 1983 in zwei Sammlungen erschienen. 2000 erschien der Roman Yashor: Der Hirte aus Harkin. Morgental lebt seit 1953 in Fürth.

## Bibliografie
Roman
- Yashor: Der Hirte aus Harkin. Weitbrecht, 2000, ISBN 3-522-71880-1.

Sammlungen
- Die Bibliothek des Wendelin Bramlitzer und vier andere wahre Geschichten. Kanalpresse, Nürnberg 1980, ISBN 3-922361-10-2.
- Garten zwischen Lebensbäumen und elf weitere Schattensprünge : Science-fiction- und Fantasy-Erzählungen. Heyne (Heyne SF&F #4017), München 1983, ISBN 3-453-30956-1.

Lyrik
- Die Erzählungen des alten Gorfud. Aus den „Nachgelassenen Papieren des Paul Dorninger“. Mit Zeichnungen von Wolfgang Zeilinger. Wolkentor-Verlag Hans-Joachim Drews, Geesthacht 1980, ISBN 3-922554-00-8.

als Herausgeber
- Auch im dunklen Raum … Haiku-Anthologie der Zeitschrift Das Senfkorn. Wolkentor-Verlag, Geesthacht 1982, ISBN 3-922554-02-4.
- Shinichi Hoshi: Ein hinterlistiger Planet: Science-fiction-Erzählungen des japanischen SF-Meisters. Zusammengestellt, teilweise übersetzt und hrsg. von Michael Morgental. Heyne SF&F #3892, München 1982, ISBN 3-453-30815-8.

als Übersetzer
- Taku Mayumura: Der lange Weg zurück zur Erde : Science-fiction-Erzählungen. Übersetzt von Michael Morgental und Keiko Miriam Inaba. Heyne-Bücher #3984, 1983, ISBN 3-453-30917-0.
- Sakyō Komatsu: Der Tag der Auferstehung : Science fiction Roman. Übersetzt von Michael Morgental und Keiko Miriam Inaba. Heyne-Bücher #4443, 1987, ISBN 3-453-00961-4.
- Doris Egan: Ivory-Zyklus.
  - 1 Das Elfenbeintor. Heyne SF&F #5131, 1994, ISBN 3-453-07752-0.
  - 2 Schäbige Helden. Heyne SF&F #5132, 1994, ISBN 3-453-07753-9.
  - 3 Der Schuldspruch. Heyne SF&F #5133, 1994, ISBN 3-453-07754-7.
- Lois McMaster Bujold: Die Quaddies von Cay Habitat. Heyne SF&F #5243, 1995, ISBN 3-453-07965-5.
- A. A. Attanasio: Der Drache und das Einhorn. Weitbrecht, Stuttgart und Wien 1995, ISBN 3-522-71810-0.
- A. A. Attanasio: König Arthor. Weitbrecht, Stuttgart und Wien 1996, ISBN 3-522-71811-9.
- Gordon R. Dickson: Wolf und Eisen. Heyne SF&F #5662, 1997, ISBN 3-453-11947-9.
- Lois McMaster Bujold: Fiamettas Ring. Heyne SF&F #5895, 1997, ISBN 3-453-12678-5.
- Christopher Priest: Das Kabinett des Magiers. Weitbrecht, Stuttgart u. a., ISBN 3-522-72135-7. Überarbeitete Neuausgabe als: Prestige : die Meister der Magie. Heyne, München 2007, ISBN 3-453-52211-7.
- William Horwood: Die Wölfe der Zeit. Band 1: Die Reise ins Herzland. Heyne TB #10525, 1998, ISBN 3-453-13109-6.
- Patricia A. McKillip: Die Königin der Träume. Heyne SF&F #5963, 1998, ISBN 3-453-13363-3.
- Margaret Wander Bonanno: Die Insel der Anderen. Heyne SF&F #5286, 1998, ISBN 3-453-13978-X.
- Paula Volsky: Die Pforten der Dämmerung. Heyne SF&F #9030, 1999, ISBN 3-453-14941-6.
- Chris Claremont: Schattensonne. Nach einer Idee von George Lucas. Heyne TB #10863, 2000, ISBN 3-453-15212-3.